# Maison de Stenkil
La maison de Stenkil est une dynastie suédoise qui occupe le trône de 1060 environ à 1125 environ, à la suite de la dynastie de Munsö. Son fondateur Stenkil est probablement originaire du Västergötland.
Liste des magnats ou Jarls qui précèdent Stenkil, selon les sagas :
- Skagul Toste (il lève le Danegeld en Angleterre et est le père de Sigrid la Fière)
- Ulf Tostesson, fils de Skagul Toste
- Ragnvald Ulfsson, fils de Ulf Tostesson, il est exilé à Staraïa Ladoga par Olof Skötkonung

Règnent sur le trône de Suède ou sur le Västergötland :
- 1060–1066 : Stenkil Ragnvaldsson[2], fils de Ragnvald l'Ancien (son assimilation à Ragnvald Ulfsson est des plus hasardeuses) et possible gendre d'Emund III le Vieil (de la maison de Munsö)
- 1066–1067 : Erik Stenkilsson prétendant au trône selon Adam de Brême
- 1067–1070 : Halsten Stenkilsson (Halsten), fils de Stenkil
- 1079–1084 : Inge l'Ancien (Inge den äldre), fils de Stenkil
- 1084–1087 : Blot-Sweyn (Blot-Sven), peut-être le beau-frère de Inge l'Ancien
- 1087–1110 : Inge l'Ancien (Inge den äldre), 2e période après sa restauration
- 1110–1118 : Philippe (Filip Halstensson), sans descendance
- 1110–1125 : Inge le Jeune (Inge den yngre), sans descendance

## Héritiers en lignescognatiques
- vers 1125-1130 Magnus de Gothenland (la liste royale publiée par la cour de Suède le considère comme un membre de la dynastie de Stenkil) ; il est le fils de Margrete Fredkulla, une fille d'Inge l'Ancien.
- vers 1150-1160 Erik IX de Suède, qui épouse Christine Björnsdotter, petite-fille, selon les sagas, de Inge l'Ancien ; ce couple génère la maison d'Erik.
- vers 1155-1167 Charles VII de Suède (sa mère Ulvhild Håkansdotter est la veuve de Inge le Jeune) : il épouse Kirsten Stigsdatter, qui selon la tradition est l'arrière-arrière-petite-fille de Inge l'Ancien ; les descendants de ce couple constituent après 1130 la maison de Sverker.
- 1160–1161 Magnus II de Suède (la liste royale publiée par la cour de Suède l'inclut dans les membres de la dynastie de Stenkil, on le nomme quelquefois le « dernier » roi de la maison de Stenkil, ce qui est généalogiquement contestable) ; il est le fils d'Ingrid Rögnvaldsdotter, une petite-fille de Inge l'Ancien.